# موج گرمای ۲۰۱۵ در پاکستان
موج شدید گرما در پاکستان در ژوئن ۲۰۱۵ مردم ایالت‌های سند، پنجاب و بلوچستان پاکستان را با بحران جدی روبرو ساخت. بر اساس آخرین آمار روز ۲۴ ژوئن تعداد قربانیان به بیش از ۱۲۰۰ تن رسیده است. موج گرما همزمان با ماه رمضان و قطع جریان برق در کراچی اتفاق افتاد.
به دنبال این بحران، روز ۲۴ ژوئن (۳ تیر) در کراچی تعطیل عمومی اعلام شد.
بیمارستان‌ها در پذیرش و مداوای بیماران و گرمازدگان با مشکل جدی روبرو هستند و توانایی پاسخگویی به مراجعان را ندارند.
بیشترین میزان مرگ در شهر ساحلی کراچی بوده است. دمای هوا در کراچی به ۴۵ درجه سانتیگراد رسید. ۹۵۰ نفر در این شهر جان خود را از دست داده‌اند.
در حالی که اکثر جانباختگان موج گرما از فقرا هستند، بسیاری از ثروتمندان از مولدهای الکتریکی در منازلشان برخوردارند و در زمان قطعی برق می‌توانند منازلشان را خنک کنند. دلیل مرگ در میان افراد مسن و فقیر کم آب شدن بدن عنوان می‌شود. بسیاری از ساکنان این شهر به دلیل قطع برق و شرایط نامناسب بیمارستان‌های دولتی از مقامات دولتی ناراضی هستند. ارتش پاکستان ۲۲ مرکز سلامت در کراچی ایجاد کرده و به توزیع آب در میان مردم پرداخت.

## دمای ثبت‌شده
| تاریخ        | مکان       | دما                                |
| ------------ | ---------- | ---------------------------------- |
| ۲۰ ژوئن ۲۰۱۵ | کراچی      | ۴۵ درجه سلسیوس (۱۱۳ درجه فارنهایت) |
| ۲۰ ژوئن ۲۰۱۵ | لارکانه    | ۴۹ درجه سلسیوس (۱۲۰ درجه فارنهایت) |
| ۲۰ ژوئن ۲۰۱۵ | تربت       | ۴۹ درجه سلسیوس (۱۲۰ درجه فارنهایت) |
| ۲۰ ژوئن ۲۰۱۵ | سیبی       | ۴۹ درجه سلسیوس (۱۲۰ درجه فارنهایت) |
| ۲۰ ژوئن ۲۰۱۵ | رحیم‌یارخان | ۴۳ درجه سلسیوس (۱۰۹ درجه فارنهایت) |
| ۲۰ ژوئن ۲۰۱۵ | دادو       | ۴۴ درجه سلسیوس (۱۱۱ درجه فارنهایت) |
| ۲۰ ژوئن ۲۰۱۵ | مولتان     | ۴۰ درجه سلسیوس (۱۰۴ درجه فارنهایت) |
| ۲۰ ژوئن ۲۰۱۵ | نوابشاه    | ۴۱ درجه سلسیوس (۱۰۶ درجه فارنهایت) |
| ۲۰ ژوئن ۲۰۱۵ | حیدرآباد   | ۴۲ درجه سلسیوس (۱۰۸ درجه فارنهایت) |